# Tadeusz Trzciński (starosta)
Tadeusz Gedeon Trzciński herbu Rawicz (ur. 24 lutego 1746, zm. 17 sierpnia 1799 w Bydgoszczy) – stolnik bydgoski w latach 1774–1789, łowczy inowrocławski w latach 1772–1774, poseł województwa brzeskokujawskiego na Sejm Czteroletni, starosta kruszwicki w latach 1789–1793. Kawaler Orderu św. Stanisława (1790).